# Stabilitätsfunktion
Die Stabilitätsfunktion ist in der Numerik ein Hilfsmittel, um Lösungsverfahren für gewöhnliche Differentialgleichungen zu analysieren.
Die einfache Testgleichung von Germund Dahlquist {\displaystyle y'(t)=\lambda y(t),\ y(0)=1} mit {\displaystyle \lambda \in \mathbb {C} } besitzt als Lösung die Exponentialfunktion {\displaystyle y(t)=e^{\lambda t}}. Bei den meisten Verfahren für gewöhnliche Differentialgleichungen kann man die berechnete Näherungslösung nach einem Zeitschritt mit einer Schrittweite {\displaystyle h} ebenfalls als eine Funktion schreiben, die nur vom Produkt {\displaystyle z=h\lambda \in \mathbb {C} } abhängt. Diese Funktion ist die Stabilitätsfunktion und wird oft mit {\displaystyle R(z)} bezeichnet. Durch einen Vergleich mit der Exponentialfunktion {\displaystyle e^{z}=e^{h\lambda }} bekommt man grundlegende Informationen über das numerische Verfahren. So beziehen sich einige Stabilitätsbegriffe auf die Eigenschaften von {\displaystyle R(z)}.

## Stabilitätsgebiet und Stabilitätsbegriffe
Mit Hilfe der Stabilitätsfunktion {\displaystyle R(z)} lässt sich das Stabilitätsgebiet {\displaystyle S} beschreiben und berechnen in der Form
{\displaystyle S=\{z\in \mathbb {C} :|R(z)|<1\}.}
Denn bei Einschrittverfahren gilt für die Näherungen {\displaystyle y_{n}} zum Zeitpunkt {\displaystyle t_{n}=nh} die Beziehung {\displaystyle y_{n}=R(z)y_{n-1}=\ldots =\left(R(z)\right)^{j}y_{n-j}=\ldots =\left(R(z)\right)^{n}y_{0}} und daher gilt
{\displaystyle y_{n}{\xrightarrow {n\to \infty }}0\iff z\in S.}
Wenn {\displaystyle S} die ganze linke komplexe Halbebene umfasst, heißt das Verfahren A-stabil. Dann ist der Betrag von {\displaystyle R} in der ganzen offenen linken Halbebene kleiner als 1. Besonders günstig für ein Verfahren ist es, wenn {\displaystyle R(z)} außerdem noch den Grenzwert 0 hat, wenn {\displaystyle z} auf der reellen Achse gegen {\displaystyle -\infty } strebt, sodass sich also der Betrag von {\displaystyle R(z)} dort asymptotisch wie die Exponentialfunktion verhält. Dann heißt das Verfahren L-stabil.

## Beispiel
Das explizite Euler-Verfahren {\displaystyle y_{n+1}=y_{n}+hf(t_{n},y_{n})} ergibt für die Testgleichung mit {\displaystyle f(t,y)=\lambda y} nach einem Schritt
{\displaystyle y_{1}=y_{0}+h\lambda y_{0}=(1+h\lambda )y_{0}},
also gilt für seine Stabilitätsfunktion {\displaystyle R(z)=1+z}. Sein Stabilitätsgebiet besteht daher aus allen komplexen Zahlen {\displaystyle z} mit {\displaystyle |1+z|<1}, was dem Inneren des Kreises mit Mittelpunkt {\displaystyle -1} und Radius {\displaystyle 1} in der komplexen Zahlenebene entspricht.
Für das implizite Euler-Verfahren {\displaystyle y_{n+1}=y_{n}+hf(t_{n+1},y_{n+1})} folgt dagegen mit {\displaystyle f(t,y)=\lambda y}
{\displaystyle y_{1}=y_{0}+h\lambda y_{1}\iff y_{1}={\frac {1}{1-h\lambda }}y_{0}},
also {\displaystyle R(z)={\frac {1}{1-z}}}. Das Stabilitätsgebiet ist nun durch die Bedingung {\displaystyle |{\tfrac {1}{1-z}}|<1} gegeben, die mit
{\displaystyle |1-z|>1}
gleichwertig ist, was dem Äußeren des Kreises mit Mittelpunkt {\displaystyle 1} und Radius {\displaystyle 1} entspricht. Es enthält daher die ganze offene linke Halbebene und somit ist das implizite Euler-Verfahren A-stabil. Wegen {\displaystyle \lim _{z\to -\infty }{\frac {1}{1-z}}=0} ist es sogar L-stabil.

## Die Stabilitätsfunktion von Runge-Kutta-Verfahren
Runge-Kutta-Verfahren sind vollständig durch die Koeffizienten {\displaystyle A,b,c} aus ihrem Butcher-Tableau festgelegt. Bei der Testgleichung ist der Anfangswert {\displaystyle y_{0}=1} und für die Stufen ergibt sich im ersten Zeitschritt
{\displaystyle k_{i}=\lambda \left(1+h\sum _{j=1}^{s}a_{ij}k_{j}\right),\quad i=1,\dotsc ,s.}
Dies ist ein quadratisches lineares Gleichungssystem für den Vektor {\displaystyle k=(k_{1},\dotsc ,k_{s})^{T}} in der Form
{\displaystyle (I-zA)k=\lambda e} mit dem Vektor {\displaystyle e=(1,\dotsc ,1)^{T}.} Mit dessen Lösung bekommt man dann die Runge-Kutta-Näherung {\displaystyle y_{1}\approx y(h)} in der Form
{\displaystyle y_{1}=y_{0}+h\sum _{j=1}^{s}b_{j}k_{j}=1+hb^{T}k=1+zb^{T}(I-zA)^{-1}e=:R(z).}
Dies ist bei Runge-Kutta-Verfahren eine rationale Funktion, daher wird sie gerne mit {\displaystyle R(z)} bezeichnet.
Bei expliziten Runge-Kutta-Verfahren ist die Koeffizientenmatrix {\displaystyle A} eine strikt untere Dreiecksmatrix, daher bricht die Neumann-Reihe von {\displaystyle (I-zA)^{-1}} nach s{\displaystyle } Summanden ab und man bekommt
{\displaystyle R(z)=1+zb^{T}(I-zA)^{-1}e=1+zb^{T}e+z^{2}b^{T}Ae+\dotsb +z^{s}b^{T}A^{s-1}e.}
Daher ist die Stabilitätsfunktion eines expliziten Runge-Kutta-Verfahrens ein Polynom, solche Verfahren können nicht A-stabil sein.
Bei impliziten Runge-Kutta-Verfahren sind aber z. B. die Gauß-Legendre-Verfahren A-stabil. Die Stabilitätsfunktionen dieser speziellen Verfahren sind sogar sehr gute Approximationen an die Exponentialfunktion, nämlich die sogenannten Padé-Approximationen.

## Die Stabilitätsfunktion von Mehrschrittverfahren
Wendet man ein lineares Mehrschrittverfahren {\displaystyle \sum _{j=0}^{m}\alpha _{j}y_{n-j}=h\sum _{j=0}^{m}\beta _{j}f(y_{n-j})} auf die Testgleichung an, ergibt sich wieder mit {\displaystyle z=h\lambda } die Gleichung
{\displaystyle \sum _{j=0}^{m}\alpha _{j}y_{n-j}-z\sum _{j=0}^{m}\beta _{j}y_{n-j}=\sum _{j=0}^{m}(\alpha _{j}-z\beta _{j})y_{n-j}=0.}
Dies ist eine lineare Differenzengleichung, die man einfach lösen kann.
Denn die Folge {\displaystyle y_{n}=u^{n}} ist eine nichttriviale Lösung dieser Differenzengleichung, wenn {\displaystyle u} eine Nullstelle des charakteristischen Polynoms
{\displaystyle 0{\stackrel {!}{=}}\sum _{j=0}^{m}\alpha _{j}u^{m-j}-z\sum _{j=0}^{m}\beta _{j}u^{m-j}=\varrho (u)-z\sigma (u)}
ist, wobei man die Polynome
{\displaystyle \varrho (u)=\sum _{j=0}^{m}\alpha _{j}u^{m-j}}
{\displaystyle \sigma (u)=\sum _{j=0}^{m}\beta _{j}u^{m-j}}
eingeführt hat. Also bekommt man mit den von {\displaystyle z} abhängenden Nullstellen {\displaystyle u} des Polynoms {\displaystyle \varrho (u)-z\sigma (u)} die Lösungen {\displaystyle u^{n}} zur Testgleichung und daher liegt {\displaystyle z} im Stabilitätsgebiet des Verfahrens, wenn alle diese Lösungen gegen 0 gehen für {\displaystyle n\to \infty }. Daher kann man die betragsmaximale Nullstelle {\displaystyle |u(z)|} als Stabilitätsfunktion des Verfahrens ansehen.

Stabilitätsgebiet für das 6-stufige BDF-Verfahren

Diese Interpretation erscheint sehr unhandlich. Allerdings interessiert man sich oft weniger für die Stabilitätsfunktion, sondern für das Stabilitätsgebiet {\displaystyle S}. Der Rand dieses Gebietes besteht aus denjenigen {\displaystyle z\in \mathbb {C} }, bei dem für die Nullstellen {\displaystyle |u|=1} gilt, wo die Nullstellen also auf dem komplexen Einheitskreis liegen. Da {\displaystyle \varrho (u)-z\sigma (u)=0\Leftarrow z=\varrho (u)/\sigma (u)} gilt, ist die Bestimmung des Stabilitätsgebiets bei Mehrschrittverfahren sogar besonders einfach, denn seinen Rand erhält man i. W. explizit durch
{\displaystyle \partial S={\Big \{}{\frac {\varrho (u)}{\sigma (u)}}:\,|u|=1{\Big \}}={\Big \{}{\frac {\varrho (e^{i\varphi })}{\sigma (e^{i\varphi })}}:\,\varphi \in [0,2\pi ){\Big \}}.}
Als Beispiel wird das Stabilitätsgebiet für das 6-stufige BDF-Verfahren gezeigt.

## Die Stabilitätsfunktion von allgemeinen linearen Verfahren
Obwohl auch Mehrschrittverfahren in der Gestalt von allgemeinen linearen Verfahren geschrieben werden können, ist die Struktur ähnlich derjenigen der Runge-Kutta-Verfahren weiter oben. Daher bekommt man ein ähnliches Ergebnis. Für den Vektor {\displaystyle Y} der Stufenlösungen gilt
{\displaystyle Y=zAY+Uy^{[n-1]}\quad \Rightarrow Y=(I-zA)^{-1}Uy^{[n-1]}}
und der Zeitschritt wird daher zu
{\displaystyle y^{[n]}=zBY+Vy^{[n-1]}=(V+zB(I-zA)^{-1}U{\big )}y^{[n-1]}.}
In jedem Zeitschritt erfolgt also die Multiplikation mit derselben Matrix
{\displaystyle M(z)=V+zB(I-zA)^{-1}U.}
Es gilt daher {\displaystyle y^{[n]}=M(z)^{n}y^{[0]}\to 0\,(n\to \infty )}, wenn die Potenzen von {\displaystyle M(z)} gegen 0 gehen, also alle Eigenwerte von {\displaystyle M(z)} innerhalb des komplexen Einheitskreises liegen. Daher kann man hier den Spektralradius von {\displaystyle M(z)} als Stabilitätsfunktion {\displaystyle R(z)} in der Definition des Stabilitätsgebiets {\displaystyle S} ansehen.

## Weitergehende Bedeutung für lineare Systeme
Die obige Testgleichung von Dahlquist ist sehr einfach, hat aber eine weitergehende Bedeutung für Systeme von linearen, autonomen und homogenen Differentialgleichungen
{\displaystyle y'(t)=Qy(t),\quad y(0)=y_{0},\quad Q\in \mathbb {R} ^{d\times d}.}
Die exakte Lösung ist {\displaystyle y(t)=e^{tQ}y_{0}} mit dem Matrixexponential {\displaystyle e^{tQ}}.
Die numerische Lösung {\displaystyle y_{n}} kann man jetzt mit der Matrix-Stabilitätsfunktion {\displaystyle R(tQ)} darstellen. Wenn dabei {\displaystyle J=P^{-1}QP} die Jordan-Normalform von {\displaystyle Q\ (=PJP^{-1})} ist, gilt
{\displaystyle y_{n}={\big (}R(hQ){\big )}^{n}y_{0}=P{\big (}R(hJ){\big )}^{n}P^{-1}y_{0}.}
Bei einer diagonalisierbaren Matrix {\displaystyle Q} ist, ist {\displaystyle R(hJ)} eine Diagonalmatrix mit den Diagonalelementen {\displaystyle R(h\lambda _{j})}. Wenn für alle Eigenwerte {\displaystyle \lambda _{j}} von {\displaystyle Q} gilt, dass {\displaystyle h\lambda _{j}\in S} ist, dann konvergiert auch hier {\displaystyle y_{n}\to 0\,(n\to \infty )}. Bei dieser Differentialgleichung sieht man gleichzeitig, dass es sinnvoll ist, {\displaystyle S} als offene Menge zu definieren. Denn im diagonalisierbaren Fall bleiben zwar Lösungen auf dem Rand mit {\displaystyle h\lambda _{j}\in \partial S} noch beschränkt, aber im Allgemeinen nicht mehr, wenn mehrfache Eigenwerte mit Jordanblöcken auftreten.